# Pico Havfruen
El pico Havfruen es una montaña ubicada en la parte oriental de la isla Blanco, en las islas Sandwich del Sur. Tiene 365 metros de altura y es visible desde el norte y el sur.

## Historia
Fue nombrado por el Comité de Topónimos Antárticos del Reino Unido en 1971 en honor al ballenero noruego Havfruen que fue dañado por el hielo y se hundió en las islas el 1 de diciembre de 1911.
La isla nunca fue habitada ni ocupada, y como el resto de las Sandwich del Sur es reclamada por el Reino Unido que la hace parte del territorio británico de ultramar de las Islas Georgias del Sur y Sandwich del Sur, y por la República Argentina, que la hace parte del departamento Islas del Atlántico Sur dentro de la provincia de Tierra del Fuego, Antártida e Islas del Atlántico Sur.